# Nikolaj Legat
Nikolaj Gustavovič Legat (in russo Никола́й Густа́вович Лега́т?; San Pietroburgo, 1869 – 1937) è stato un danzatore russo, del Russian Imperial Ballet dal 1888 al 1914 ed il principale successore, nei ruoli del grande repertorio, del famoso ballerino russo Pavel Gerdt.
Fu fondatore, insieme alla moglie, della scuola di danza Russian Ballet Society.

## Biografia
Legat divenne  Maestro di balletto in Russia, insegnando e tramandando l'eredità del repertorio  che portava il nome del famoso coreografo Marius Petipa.
Nikolaj aveva un fratello minore, Sergej Legat, anche lui ballerino nell'Imperial Russian Ballet dal 1894 al 1905, quando si suicidò all'età di 30 anni. Egli aveva creato il ruolo dello Schiaccianoci all'età di 17 anni in occasione della prima rappresentazione del famoso balletto di Ivanov/Čajkovskij, Lo schiaccianoci al Mariinskij di San Pietroburgo il 6 dicembre 1892.
La moglie di Nikolaj, Nadine Legat, fu una seguace di Pëtr Uspenskij. Ella realizzò le coreografie di danze basate sui cosiddetti esercizi di movimento di Georges Ivanovič Gurdjieff. Nel 1938, Uspenskij ed i suoi seguaci acquistarono Colet House a Londra, da Nadine Legat, dove insediarono la Historico-Psychological Society.